# Xyrodromeus
Xyrodromeus is een geslacht van haften (Ephemeroptera) uit de familie Baetidae.

## Soorten
Het geslacht Xyrodromeus omvat de volgende soorten:
- Xyrodromeus africanus
- Xyrodromeus ambiguus
- Xyrodromeus latipalpus
- Xyrodromeus modestus
- Xyrodromeus namarona
- Xyrodromeus sartorii